# أرارات (محافظة)
محافظة أرارات (بالأرمنية: Արարատ մարզ) محافظة تقع في المرتفعات الغربية لأرمينيا ومركزها مدينة أرتاشات، سميت بهذا الاسم لوجود سلسلة جبال أرارات. وتبلغ مساحتها 2,096 كم2 ويبلغ عدد سكانها 260,367 نسمة حسب تعداد عام 2011 . يسكن في المحافظة العديد من الإيزيديين والآشوريين.
دفين التي تقع في المحافظة عاصمة من عواصم أرمينيا التاريخية القديمة

## مدن محافظة أرارات
- أرتاشات ، مركز المحافظة
- أرارات
- ماسيس
- فيدي

## من البلدات الكبيرة والمهمة
- أزاتافان
- أفشار
- أورتزادزور
- أينتاب
- بوكرفيدي
- تابيراكان
- دفين
- سايات نوفا
- سورينافان
- سيسافان
- فاناشين
- فوسكيتاب
- فوستين
- فيرين أرتاشات
- فييرين دفين
- مارماراشين
- مكتشيان
- نوراشين

## معرض الصور

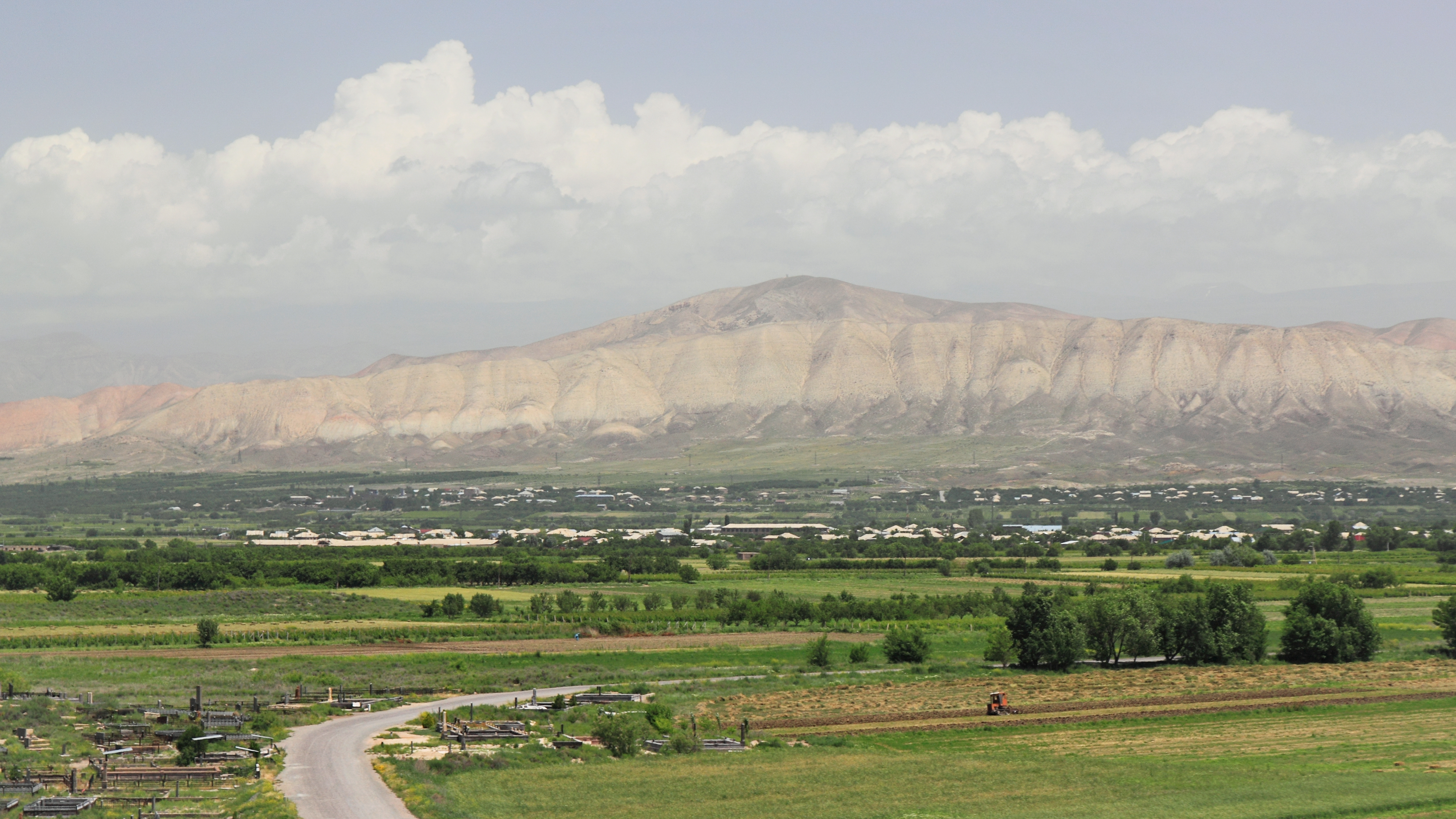
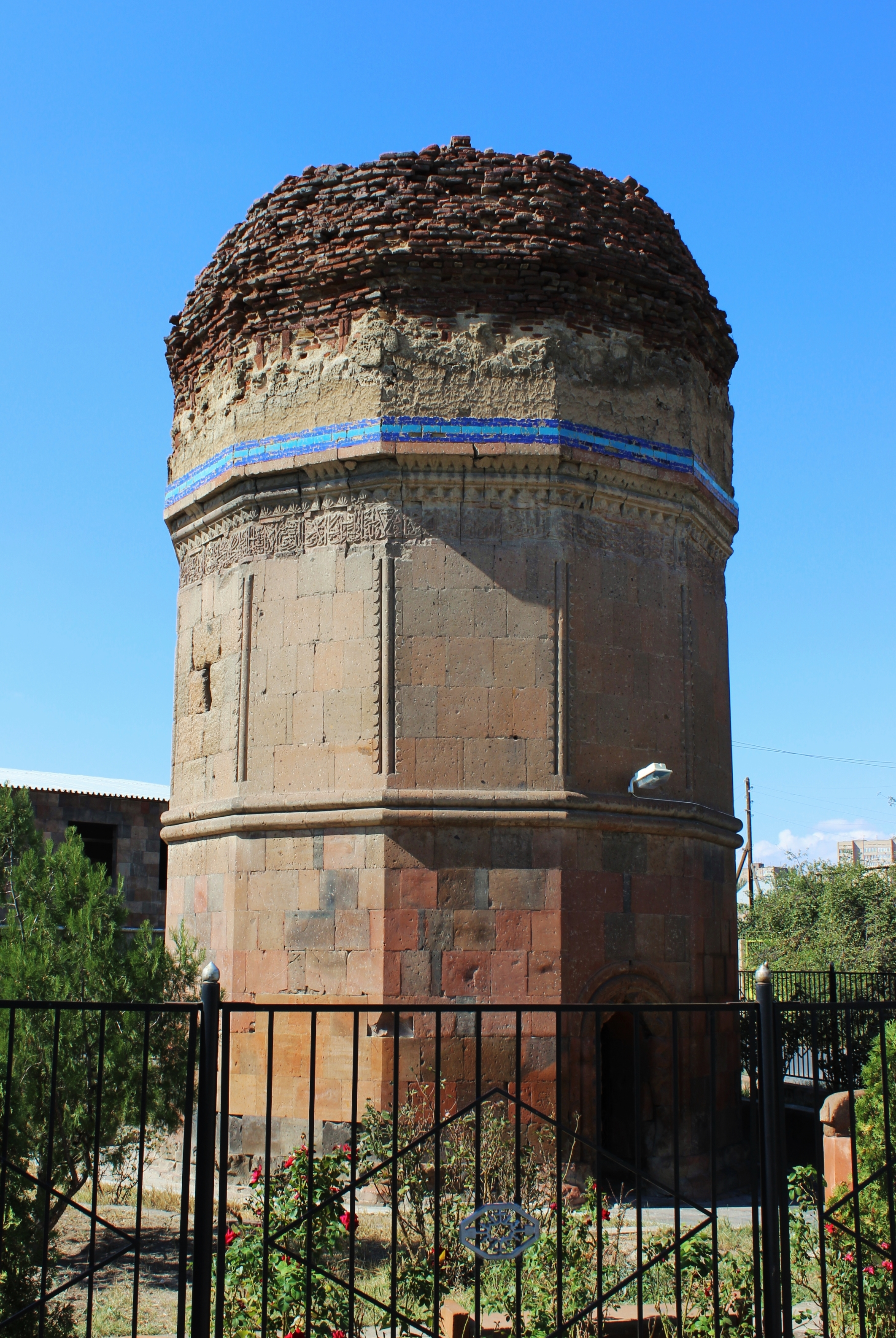
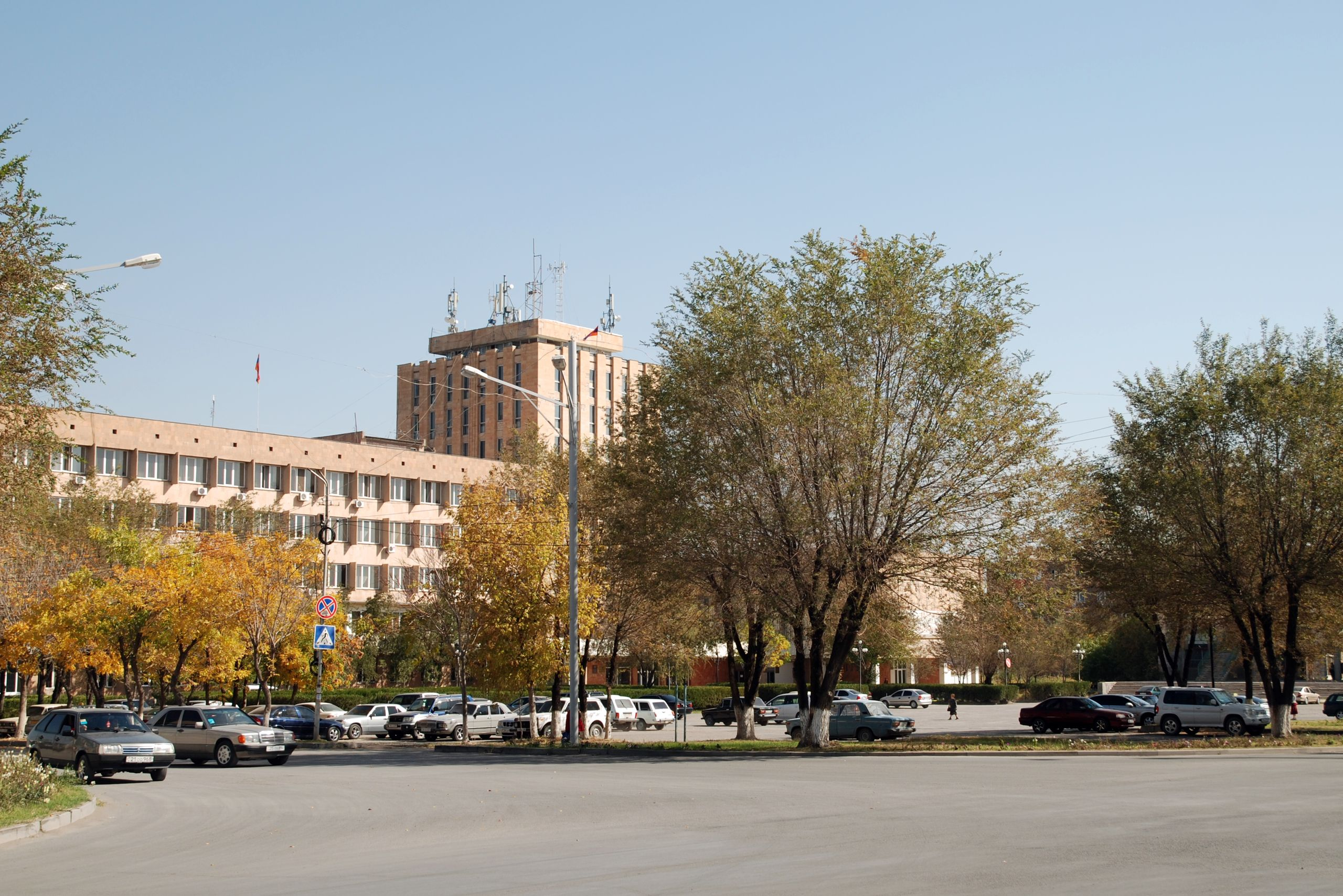

1. ↑  GeoNames (بالإنجليزية), 2005, QID:Q830106
2. ↑  Ararat population, 2011 census نسخة محفوظة 22 نوفمبر 2017 على موقع واي باك مشين.
3. ↑  "RA Ararat Marz" (PDF). Marzes of the Republic of Armenia in Figures, 2002–2006. National Statistical Service of the Republic of Armenia. 2007. مؤرشف من الأصل (PDF) في 2012-02-13.
4. ↑  "Ararat". مكتبة اليهود الافتراضية. 2008. مؤرشف من الأصل في 2016-05-12. اطلع عليه بتاريخ 2009-07-27.